# A Madea Family Funeral
Série Madea (en)
Boo 2! A Madea Halloween
(2017) Madea : Retour en fanfare
(2022)
Pour plus de détails, voir Fiche technique et Distribution.
A Madea Family Funeral est un film américain réalisé par Tyler Perry et sorti en 2019. Il s'agit du onzième film mettant en vedette le personnage de Madea (en).

## Synopsis
Madea doit organiser les funérailles d'Anthony et composer avec les secrets du défunt.

## Fiche technique
- Titre : A Madea Family Funeral
- Réalisation : Tyler Perry
- Scénario : Tyler Perry
- Musique : Philip White
- Photographie : Richard J. Vialet
- Montage : Larry Sexton
- Production : Ozzie Areu, Will Areu, Tyler Perry et Mark E. Swinton
- Société de production : The Tyler Perry Company
- Société de distribution : Lionsgate (États-Unis)
- Pays :  États-Unis
- Genre : Comédie dramatique
- Durée : 109 minutes
- Date de sortie : 
  - États-Unis : 1er mars 2019

## Distribution
- Tyler Perry : Madea / Joe / Brian / Heathrow
- Cassi Davis : tante Bam
- Patrice Lovely : Hattie
- Mike Tyson : Roy
- Ciera Payton : Sylvia
- Kj Smith : Carol
- Quin Walters : Renee
- Aeriél Miranda : Gia
- Jen Harper : Vianne
- Courtney Burrell : A. J.
- Rome Flynn : Jessie
- David Otunga : Will
- Derek Morgan : Anthony
- Aryeh-Or : le responsable des pompes funèbres

## Accueil
Le film a reçu un accueil défavorable de la critique. Il obtient un score moyen de 39 % sur Metacritic.